# Valery Nahayo
Valery Nahayo est un footballeur burundais né le 15 avril 1984 à Bujumbura. Il évolue au poste de défenseur au Mpumalanga Black Aces en Afrique du Sud.

## Carrière
- 2001 : Atomic FC ( Burundi)
- 2002-2003 : Muzinga Bujumbura ( Burundi)
- 2004-2008 : Jomo Cosmos ( Afrique du Sud)
- 2008-2011 : Kaizer Chiefs ( Afrique du Sud)
- 2011-2014 : La Gantoise ( Belgique)
- 2014-... : Mpumalanga Black Aces ( Afrique du Sud)[1],[2]

## Palmarès
- Champion du Burundi en 2002 avec le Muzinga Bujumbura

## Référence
« Nahayo retourne en Afrique du Sud », sur rtbf.be/sport, 10 septembre 2014 (consulté le 12 septembre 2014)